# مخزن سد زاینسک
مخزن سد زاینسک (انگلیسی: Zainsk Reservoir) یک سد در تاتارستان کشور روسیه است.